# Joanna (prieure de Lothen)
Pour les articles homonymes, voir Joanna.
Joanna, religieuse du XIIe siècle, est la prieure du monastère de Lothen en Allemagne. Elle est connue pour la qualité de ses tapisseries. 

## Biographie
On se souvient de Joanna pour son travail de tapisserie .  Vers l'an 1200, Joanna, avec deux religieuses du monastère de Lothen  Alheidis et Reglindis tissent une série de tapisseries.  Les tapisseries sont décrites comme brillantes.  Les scènes représentées sur la tapisserie racontent l'histoire tumultueuse du monastère.  

## Postérité
Judy Chicago cite Joanna, prieure de Loth dans son œuvre The Dinner Party.